# Daedalellus waehnerorum
Daedalellus waehnerorum är en insektsart som först beskrevs av Günther, K. 1940.  Daedalellus waehnerorum ingår i släktet Daedalellus och familjen vårtbitare. Inga underarter finns listade i Catalogue of Life.